# لعبة المرحلة 10
المرحلة 10 بالانجليزية "Phase 10" هي لعبة ورق تم إنشاؤها في عام 1982 بواسطة كينيث جونسون وبيعتها شركة ماتيل ، التي اشترت الحقوق من Fundex Games في عام 2010  تعتمد المرحلة العاشرة على نوع مختلف من لعبة الرومي المعروفة باسم عقد رومي . وهي تتكون من مجموعة خاصة تعادل مجموعتين عاديتين من البطاقات، ويمكن أن يلعبها شخصان إلى ستة أشخاص. تمت تسمية اللعبة على اسم المراحل العشر (أو عمليات الدمج ) التي يجب على اللاعب التقدم خلالها من أجل الفوز. يقوم العديد من الأشخاص بتقصير اللعبة من خلال مواءمتها مع قواعد لعبة البيسبول ويعتبرون أن 5.5 مراحل هي لعبة كاملة عند نفاد الوقت لإكمال المراحل العشر الكاملة. من يكون في المقدمة عندما يتوقف اللعب إذا أكمل شخص ما 5.5 مراحل أو أكثر هو الفائز.
كانت المرحلة 10 هي المنتج الأكثر مبيعًا لـ Fundex ، حيث بيعت أكثر من 62.600.000 وحدة اعتبارًا من عام 2016، مما يجعلها ثاني أفضل لعبة بطاقات تجارية مبيعًا بعد Mattel 's Uno .  في ديسمبر 2010، باعت Fundex حقوق ترخيص المرحلة 10 لشركة Mattel.

## الهدف
الهدف من اللعبة هو أن تكون أول شخص يكمل جميع المراحل العشر. في حالة قيام لاعبين بإكمال المرحلة الأخيرة بنفس توزيع الورق، فإن اللاعب الذي أكمل المرحلة الأخيرة بأقل مجموع نقاط هو الفائز. إذا كانت هذه النتائج أيضًا متعادلة، فسيتم لعب جولة فاصلة حيث يحاول اللاعبون المتعادلون إكمال المرحلة العاشرة (أو في المتغيرات، المرحلة الأخيرة التي حاول كل لاعب إكمالها في الجولة السابقة).
بالنسبة لكل توزيع ورق، هدف كل لاعب هو إكمال المرحلة الحالية ووضعها، ثم تخليص أيديهم من البطاقات المتبقية عن طريق التخلص منها في مراحل محددة، تسمى "الضرب". اللاعب الذي يفعل ذلك أولاً يفوز بتوزيع الورق ولا يسجل أي ركلة جزاء؛ يتم تقييم نقاط الجزاء لجميع اللاعبين الآخرين وفقًا لقيمة البطاقات المتبقية في أيديهم.
هناك مائة وثمانية بطاقات في المجموعة:
- ستة وتسعون بطاقة مرقمة: اثنتان من كل قيمة من واحد إلى اثني عشر، بكل لون من الألوان الأربعة. لذلك، هناك 24 بطاقة من كل لون وثمانية من كل قيمة.
- ثمانية بطاقات جامحة؛
- أربع بطاقات تخطي؛

مع مجموعتين عاديتين من البطاقات، يمكن أن تمثل البدلات الألوان الأربعة المختلفة، ويمكن للملوك أن يمثلوا البطاقات الجامحة، ويمكن أن يمثل الجوكر بطاقات التخطي.

### المراحل
المرحلة عبارة عن مزيج من البطاقات. تتكون المراحل عادةً من مجموعات (بطاقات متعددة بنفس القيمة)، أو أشواط (بطاقات متعددة بترتيب تصاعدي متتالي)، أو بطاقات من لون واحد، أو مجموعة من هذه الألوان. كما يوحي الاسم، هناك عشر مراحل:
مراحل الإصدار الأصلي والماستر:
- المرحلة 1: مجموعتان من 3
- المرحلة الثانية: مجموعة واحدة من 3 + 1 مجموعة من 4
- المرحلة 3: مجموعة واحدة من 4 + 1 مجموعة من 4
- المرحلة 4: جولة واحدة من 7
- المرحلة 5: 1 جولة من 8
- المرحلة 6: جولة واحدة من 9
- المرحلة 7: مجموعتان من 4
- المرحلة الثامنة: 7 بطاقات من لون واحد
- المرحلة 9: مجموعة واحدة من 5 + مجموعة واحدة من قطعتين
- المرحلة 10: مجموعة واحدة من 5 + مجموعة واحدة من 3

المرحلة 10 مراحل تويست:
- المرحلة 1: 3 مجموعات من 3
- المرحلة 2: 4 مجموعات من 2
- المرحلة 3: مجموعة واحدة من 5 + 1 مجموعة من 4
- المرحلة 4: مجموعتان من 3 + 1 مجموعة من 3
- المرحلة 5: مجموعة واحدة من 3 + 1 مجموعة من 6
- المرحلة 6: 2 أشواط من 4
- المرحلة 7: جولة واحدة مكونة من 4 + 4 بطاقات من لون واحد
- المرحلة 8: جولة واحدة من 5 من لون واحد
- المرحلة التاسعة: 8 بطاقات من لون واحد
- المرحلة 10: 9 بطاقات من لون واحد

### تعريفات
- المجموعة : المجموعة مكونة من ورقتين أو أكثر بنفس الرقم وبأي لون.
- الجري : الجري (المشابه للخط المستقيم ) يتكون من ثلاث بطاقات أو أكثر مرقمة بالترتيب وبأي لون. يمكن أن تتراوح الأشواط من واحد إلى اثني عشر.
- اللون : المرحلة 8 من الإصدار الأصلي والماستر، والعديد من مراحل المرحلة 10 تويست، تتطلب من اللاعب جمع البطاقات التي لها نفس اللون (أو المجموعة، في حالة استخدام أوراق اللعب العادية). لا يجب أن تكون عمليات التشغيل كلها بلون واحد (كما هو الحال في العديد من متغيرات Rummy ذات السطح القياسي). يمكن استخدام Wilds، على الرغم من وجود لون مطبوع في بعض الإصدارات، لتمثيل أي لون، ولا يمكن استخدام Skips، على الرغم من كونها زرقاء في بعض الإصدارات، لإكمال هذه المرحلة (أو أي منها).
- زوجي أو فردي: يتكون الزوجي أو الفردي من ورقتين أو أكثر إما زوجية (2،4،6،8،10،12)، أو فردية (1،3،5،7،9،11).

## كيف ألعب
يتم اختيار لاعب واحد ليكون الموزع (بالتناوب، يمكن تدوير الصفقة إلى اليسار بعد كل توزيع ورق). يقوم الموزع بخلط أوراق اللعب ويوزع 10 أوراق مقلوبة، واحدة تلو الأخرى، لكل لاعب. يحتفظ اللاعبون بأوراقهم العشرة في أيديهم حتى لا يتمكن اللاعبون الآخرون من رؤيتها. يتم وضع السطح المتبقي مقلوبًا في وسط منطقة اللعب ليصبح كومة السحب. يقوم الموزع بعد ذلك بقلب البطاقة العلوية من كومة السحب ووضعها بجوار كومة السحب لتصبح الكومة الموزعة. تذهب البطاقة البرية التي تم ظهورها إلى اللاعب التالي. أثناء توزيع الورق الأول، يحاول جميع اللاعبين إكمال المرحلة الأولى. اللعب يتكون من؛
- 1. سحب بطاقة من كومة السحب أو الكومة المهملة
- 2. وضع المرحلة الحالية المكتملة (إن أمكن)
- 3. ضرب مراحل اللاعبين الآخرين بمجرد وضع مرحلتهم الخاصة. (من ناحية أخرى)
- 4. وضع بطاقة واحدة على كومة المهملات.

### استكمال المراحل
- يجب أن يتم ترتيب المراحل من 1 إلى 10.
- يجب أن يكون لدى اللاعب المرحلة بأكملها في متناول اليد قبل وضعها.
- يجوز للاعب وضع أكثر من الحد الأدنى من متطلبات المرحلة، ولكن فقط إذا كان من الممكن إضافة البطاقات الإضافية مباشرة إلى البطاقات الموجودة بالفعل في المرحلة. على سبيل المثال، إذا كانت المرحلة تتطلب مجموعة من 3 ولكن اللاعب لديه أربعة من تلك البطاقات، فيمكن للاعب وضع جميع البطاقات الأربعة عند إكمال المرحلة.
- يمكن عمل مرحلة واحدة فقط لكل يد. على سبيل المثال، لا يمكن للاعب الذي يجب عليه إنشاء مجموعة من 7 أوراق (المرحلة 4) إكمال المرحلتين التاليتين في نفس توزيع الورق عن طريق وضع مجموعة من 9.
- إذا نجح اللاعب في إكمال مرحلة ما، فإنه يحاول إكمال المرحلة التالية في توزيع الورق التالي. إذا فشلوا في إنشاء مرحلة، فيجب عليهم محاولة إنشاء نفس المرحلة مرة أخرى في توزيع الورق التالي. ونتيجة لذلك، قد لا يعمل جميع اللاعبين في نفس المرحلة وفي نفس توزيع الورق.
- يحصل اللاعبون على الفضل في إنشاء مرحلة بمجرد وضعها. لا يحتاج اللاعب إلى الفوز بتوزيع الورق حتى يحصل على رصيد للمرحلة. غالبًا ما يكمل العديد من اللاعبين مرحلتهم في نفس توزيع الورق.
- ملحوظة: غالبًا ما يُطلب عند وضع "التشغيل"، أن تكون جميع البطاقات من نفس اللون.

### ضرب
الضرب هو الطريقة للتخلص من البطاقات المتبقية بعد إجراء المرحلة. يتم تحقيق الضربة عن طريق وضع البطاقة مباشرة على المرحلة الموضوعة بالفعل. يجب أن تتناسب البطاقات بشكل صحيح مع البطاقات الموجودة بالفعل. قبل أن يتمكن اللاعب من تحقيق نجاح، يجب أن تكون مرحلته الخاصة قد تم وضعها بالفعل. لا يجوز للاعب أن يضرب إلا أثناء دوره. يمكن للاعب أن يضرب أي مجموعة من مرحلته الخاصة ومراحل اللاعب الآخر، ويمكن أن يضرب بأكبر عدد ممكن من البطاقات التي يمكن لعبها من يد اللاعب في دورة واحدة. لا يُسمح للاعبين باستبدال البطاقة الشاملة في المرحلة بالبطاقة الموجودة في أيديهم والتي تطابق البطاقة التي تمثلها البطاقة البرية. يعد استبدال Wild Cards قاعدة بديلة محتملة.

### بطاقات خاصة
- وايلد Wild: يمكن استخدام البطاقة "Wild" بدلاً من بطاقة الأرقام ويمكن استخدامها كأي لون لإكمال أي مرحلة. تحتوي عمليات الطباعة الأصلية للمرحلة 10 على اثنين من Wilds في كل لون؛ لتقليل الارتباك، تستخدم عمليات الطباعة الحالية حروف Wilds باللون الأسود.
  - يمكن استخدام أكثر من بطاقة "جامحة" لإكمال المرحلة. يمكن للاعبين استخدام أي عدد يريدونه من البطاقات "الجامحة" طالما أنهم يستخدمون بطاقة طبيعية واحدة.
  - بمجرد لعب البطاقة "الجامحة" في مرحلة ما، لا يمكن استبدالها بالبطاقة المقصودة واستخدامها في مكان آخر. يجب أن تظل تلك البطاقة حتى انتهاء توزيع الورق.
  - إذا بدأ الموزع الكومة الموزعة باستخدام بطاقة "Wild"، فقد يلتقط اللاعب الأول البطاقة.

- التخطي Skip: بطاقات التخطي لها غرض واحد فقط: التسبب في خسارة لاعب آخر لدوره. للاستخدام، يتخلص اللاعب من بطاقة "التخطي" عند دوره ويختار اللاعب الذي سيخسر دوره.
  - عند سحب بطاقة "تخطي"، قد يتم التخلص منها على الفور أو حفظها لدورة لاحقة.
  - لا يجوز مطلقًا التقاط بطاقة "التخطي" من الكومة المهملة.
  - لا يمكن استخدام بطاقة "التخطي" لإكمال أي مرحلة، بما في ذلك المرحلة 8 (سبع بطاقات من لون واحد). كانت عمليات الطباعة الأصلية للمرحلة 10 تحتوي على بطاقات تخطي زرقاء، مما تسبب في ارتباك مع البطاقات الزرقاء العادية الموجودة على سطح السفينة؛ أصبحت بطاقات التخطي الآن باللون الأسود في الإصدارات الحالية.
  - لا يجوز تخطي اللاعب التالي الذي سيلعب بعدك، ولكن يجوز تخطي أي لاعب سابق لك.
  - لا يمكن تخطي اللاعب مرتين في نفس الجولة؛ يجب أن يخسروا دورهم في الجولة قبل أن يتم تخطيهم مرة أخرى. (يمكن تخطيهم مرتين متتاليتين ولكن ليس حتى يفوتوا دورهم.)
  - إذا كانت البطاقة الأولى التي تبدأ الكومة الموزعة هي بطاقة "تخطي"، فسيتم تخطي دور اللاعب الأول. [3]

### الخروج / الانتهاء من اليد
بعد وضع المرحلة، يحاول اللاعبون "الخروج" في أسرع وقت ممكن. للخروج، يجب على اللاعب التخلص من جميع أوراقه عن طريق الضرب والتخلص منها. أي لاعب أكمل مرحلته، سيتقدم إلى المرحلة التالية لتوزيع الورق التالي، بينما يظل أي لاعب غير قادر على إكمال مرحلته في نفس المرحلة لتوزيع الورق التالي. يقوم اللاعبون بحساب القيمة الإجمالية للبطاقات المتبقية في أيديهم (كلما قل عدد البطاقات المتبقية في أيديهم، كلما كان ذلك أفضل) ويسجلونها على النحو التالي؛
- خمس نقاط (5) لكل بطاقة ذات قيمة 1-9
- عشر نقاط (10) لكل بطاقة بقيمة 10-12
- خمسة عشر نقطة (15) للتخطي
- خمسة وعشرون نقطة (25) للوايلد

تتم إضافة نقاط كل لاعب في توزيع الورق إلى إجمالي نقاط تشغيل ذلك اللاعب (اللاعبون الذين لم يكملوا مرحلتهم لا يمكن أن يحصلوا على درجة أقل من 50 في توزيع الورق وغالبًا ما يكون لديهم أكثر بكثير مع تضمين نقاط إضافية للقيم الكبيرة والرموز الجامحة؛ هذا تُعرف بأنها "مجموعة" تشبه لعبة القلوب أو البستوني )، تدور الصفقة إلى اليسار، ويتم خلط جميع الأوراق وتبدأ توزيع ورق جديد. مرة أخرى، إذا لم يكمل اللاعب مرحلته قبل خروج لاعب آخر، فيجب عليه العمل على نفس المرحلة في توزيع الورق التالي.

### الفوز
إذا حاول لاعب واحد فقط تنفيذ المرحلة رقم 10 في توزيع الورق وأكمل المرحلة، يصبح هو الفائز وتنتهي اللعبة على الفور. إذا أكمل لاعبان أو أكثر المرحلة 10 في نفس توزيع الورق، فإن اللاعب الذي أكمل المرحلة العاشرة ولديه أقل مجموع من النقاط هو الفائز. في حالة التعادل، فإن اللاعبين الذين تعادلوا يعيدون المرحلة رقم 10 وأول لاعب يكمل مرحلتهم ويتخلص من جميع أوراقهم هو الفائز.

## الاختلافات

### مجموعات مرحلة التغيير الرسمية

#### قواعد يوتا
إذا سقط شخص ما واستخدم Wild في مرحلته، إذا سقطت أنت، فيمكنك استبدال Wild الخاص به بالبطاقة المخصصة له وتحريك Wild إلى اليسار أو اليمين

#### المرحلة 10 جزيرة الجنة
1. 1 جولة من 7
2. 1 مجموعة من 2 + 2 مجموعة من 3
3. 1 شوط من 6 + 1 مجموعة من 2
4. 3 مجموعات من 2 + 1 مجموعة من 3
5. مجموعة واحدة من 3 + 1 مجموعة من 6
6. 2 أشواط من 4
7. 3 بطاقات من لون واحد + مجموعة واحدة من 4
8. 8 بطاقات من لون واحد
9. 4 بطاقات من لون واحد + مجموعة واحدة من 5
10. 9 بطاقات من لون واحد

#### المرحلة 10 كاكاو كانيون
1. 6 بطاقات من لون واحد
2. 7 بطاقات من لون واحد
3. 4 بطاقات من لون واحد + 5 بطاقات من لون واحد
4. 2 مجموعات من 3
5. 1 جولة من 8
6. 1 جولة من 9
7. 1 مجموعة من 4 + 1 مجموعة من 4
8. 10 بطاقات زوجية أو فردية
9. مجموعة واحدة من 4 + 1 مجموعة من 6
10. مجموعة واحدة من 5 + 1 مجموعة من 4

##### المرحلة 10 حمى الديسكو
1. 1 زوجي أو فردي من 8
2. 1 زوجي أو فردي من 9
3. مجموعة ألوان واحدة مكونة من 3 + 2 مجموعة من 2
4. 7 من لون واحد
5. مجموعة ألوان واحدة مكونة من 5 + 2 مجموعة من 2
6. 1 لون زوجي أو فردي من 3 + 1 لون زوجي أو فردي من 4
7. 1 مجموعة ألوان من 4 + 1 مجموعة من 4
8. مجموعة ألوان واحدة مكونة من 4 + 3 مجموعات من 2
9. جولة واحدة من 3 + 2 مجموعة من 3
10. 1 مجموعة من 3 + 1 مجموعة من 4 + 1 مجموعة من 3

##### المرحلة 10 صالة كب كيك
1. 3 من لون واحد + 3 من لون واحد + 4 من لون واحد
2. مجموعة ألوان واحدة مكونة من 3 + 2 مجموعة من 2
3. 7 من لون واحد
4. 2 مجموعات من 3
5. 1 مجموعة من 4 + 1 مجموعة من 2
6. 1 مجموعة من 5
7. 2 لون زوجي أو فردي من 4
8. 1 جولة من 9
9. مجموعة ألوان واحدة مكونة من 5 + 2 مجموعة من 2
10. مجموعة ألوان واحدة من 6 + 1 مجموعة من 2

##### المرحلة 10 قلعة كاندي / ماونتن فيستا
1. جولة واحدة من 3 + 3 مجموعات من 2
2. 1 جولة من 8
3. 1 جولة من 9
4. مجموعة ألوان واحدة من 3 + 1 مجموعة من 3
5. 1 مجموعة من 2 + 2 مجموعة من 3
6. 1 مجموعة من 2 + 1 مجموعة من 3 + 1 مجموعة من 4
7. 4 من لون واحد + 6 من لون واحد
8. 5 من لون واحد + 5 من لون واحد
9. 1 مجموعة من 5 + 1 مجموعة من 3 + 1 مجموعة من 2
10. 1 مجموعة من 3 + 1 مجموعة من 4 + 1 مجموعة من 3

##### المرحلة 10 وادي ما قبل التاريخ
1. 1 زوجي أو فردي من 9
2. 1 زوجية أو فردية من 10
3. 1 جولة من 8
4. 1 تشغيل من 10
5. 2 مجموعات من 3
6. 2 مجموعات من 4
7. 1 مجموعة ألوان من 4
8. 1 لون تشغيل 3 + 3 من لون واحد
9. مجموعة واحدة من 3 + 1 مجموعة من 4
10. مجموعة واحدة من 4 + 1 مجموعة من 6

##### المرحلة 10 دخول ضوء القمر
1. 1 مجموعة من 4 + 1 مجموعة من 2
2. 2 مجموعات من 3
3. 1 جولة من 7
4. 1 جولة من 8
5. 1 مجموعة من 2 + 2 مجموعة من 3
6. 1 مجموعة من 5
7. 1 جولة من 9
8. جولة واحدة من 6 + 2 مجموعة من 2
9. 1 مجموعة من 8 + 1 مجموعة من 2
10. مجموعة واحدة من 4 + 1 مجموعة من 6

##### المرحلة 10 اليونان القديمة / الجنوب الغربي
1. مجموعة واحدة من 2 + 1 مجموعة من 6
2. 1 زوجي أو فردي من 9
3. 1 زوجية أو فردية من 10
4. مجموعة ألوان واحدة من 3 + 1 مجموعة من 3
5. مجموعة واحدة من 3 + 1 مجموعة من 5
6. مجموعة واحدة من 5 + 1 مجموعة من 4
7. 1 لون من 5
8. 1 لون زوجي أو فردي من 3 + 1 لون زوجي أو فردي من 5
9. 5 مجموعات من 2
10. مجموعتين من 3 + 2 مجموعتين من 2

##### المرحلة 10 نادي الجاز
1. 1 زوجي أو فردي من 8
2. مجموعة ألوان واحدة من 3 + 1 مجموعة من 3
3. 1 زوجي أو فردي من 9
4. 1 مجموعة ألوان من 4
5. 1 زوجية أو فردية من 10
6. 1 لون من 5
7. 1 لون زوجي أو فردي من 5
8. مجموعة ألوان واحدة من 5 + 1 مجموعة من 2
9. 1 لون زوجي أو فردي من 6
10. 1 لون تشغيل 5 + 3 من لون واحد

##### المرحلة العاشرة من محطة الوقود القديمة
1. مجموعة واحدة من 3 + 1 مجموعة من 5
2. 1 مجموعة من 4 + 1 مجموعة من 3 + 1 مجموعة من 2
3. جولة واحدة من 3 + 1 مجموعة من 3 + 2 مجموعة من 2
4. 1 مجموعة ألوان من 4
5. مجموعة ألوان واحدة من 4 + 1 مجموعة من 2
6. مجموعة ألوان واحدة مكونة من 4 + 2 مجموعة من 2
7. مجموعة واحدة من 5 + 1 مجموعة من 4
8. 1 لون زوجي أو فردي من 5
9. 1 لون زوجي أو فردي من 6
10. مجموعة ألوان واحدة من 3 + 3 من لون واحد + مجموعة واحدة من 2

##### المرحلة 10 أوشن ريف
1. 1 جولة من 7
2. 1 مجموعة من 4 + 1 مجموعة من 3
3. مجموعة ألوان واحدة من 5 + 1 مجموعة من 2
4. 1 زوجية أو فردية من 10
5. 2 أشواط من 5
6. 3 مجموعات من 3
7. 1 مجموعة ألوان من 4 + 1 مجموعة من 3
8. 1 لون زوجي أو فردي من 3 + 1 لون زوجي أو فردي من 4
9. جولة واحدة من 7 + 1 مجموعة من 2
10. مجموعة ألوان واحدة من 5 + 1 مجموعة من 3

##### المرحلة 10 أوكي سيركل J
1. 5 مجموعات من 2
2. 1 لون تشغيل من 10
3. مجموعة واحدة من 4 + 1 مجموعة ألوان من 4
4. 1 زوجية أو فردية من 10
5. جولة واحدة من 3 + 1 مجموعة من 3 + 2 مجموعة من 2
6. 1 جولة من 8
7. مجموعة واحدة من 5 + 1 مجموعة من 5
8. 1 لون من 8
9. 1 لون زوجي أو فردي من 8 + 1 مجموعة من 2
10. مجموعتان من 2 نفس اللون + مجموعة واحدة من 2 + 1 برية + 1 مجموعة ألوان من 3

##### المرحلة 10 الألوان البديلة
تشغيل 9 ألوان متناوبة
1. أحمر أزرق
2. انت صاحب القرار
3. الأخضر والأصفر
4. انت صاحب القرار
5. احمر اصفر
6. انت صاحب القرار
7. الأخضر والأزرق
8. انت صاحب القرار
9. الأخضر والأحمر والأزرق
10. انت صاحب القرار
11. بطاقة زرقاء وصفراء وتخطي

### التباين العائم
أحد أشكال اللعب هو السماح بالطفو. هذا ليس مكتوبًا في القواعد الرسمية ولكنه الطريقة التي يختار بها بعض الأشخاص اللعب. أكرر أنه لم يتم كتابته في قواعد اللعب الرسمية. بدلاً من الخروج عن طريق التخلص من بطاقته الأخيرة، يقوم اللاعب بسحب بطاقة ثم لعب جميع الأوراق في يده دون التخلص منها. ويُعرف هذا بالخروج "العائم". نظرًا لأن اللاعب يجب أن يكون قادرًا على التخلص من البطاقة من أجل إنهاء توزيع الورق فعليًا، أصبح لدى اللاعبين الآخرين الآن دور إضافي واحد على الأقل يمكنهم فيه الخروج بأنفسهم أو على الأقل تحسين درجاتهم. بالإضافة إلى ذلك، يجب على اللاعب "العائم" أن يسحب بطاقة ويلعبها إذا كان قادرًا، ويجب أن يسحب البطاقة العلوية من الكومة الموزعة إذا كان من الممكن لعبها؛ وبالتالي يمكن إجبار اللاعب العائم على اللعب في دوره التالي بدلاً من السحب والتخلص. يمكن أيضًا تخطي المشغل العائم كالمعتاد. إذا خرج شخص آخر قبل "العائم"، يحصل العائم على درجة صفر، لكنه لا يفوز بتوزيع الورق من الناحية الفنية.
تتمثل القيمة الإستراتيجية للطفو في أن الشخص الذي يسبق اللاعب العائم مباشرة يضطر بشكل عام إلى محاولة "إبقائه واقفاً على قدميه" لبضع دورات على الأقل، إما عن طريق التخلص من البطاقات التي يُطلب من اللاعب العائم التقاطها واللعب بها، أو عن طريق تخطيها. العوامة. يؤدي هذا بشكل عام إلى وضع اللاعب الذي يسبق العوامة في وضع غير مؤاتٍ مقارنة باللاعبين الآخرين ويقلل من احتمالية أن يتمكن هذا اللاعب من إنهاء مرحلته إذا لم يفعل ذلك بعد. يمكن للاعبين استخدام هذه الإستراتيجية "للتجمع" مع لاعب واحد؛ سوف يطفو اللاعب الذي يتبعهم، مما يجبر اللاعب على محاولة إبقائهم واقفاً على قدميه بينما يحصل جميع اللاعبين الآخرين على عدد من الأدوار الإضافية لمحاولة وضع مرحلتهم أو الخروج. بالطبع، لا يُجبر اللاعب الذي يسبق الكرة العائمة في الواقع على إبقائها واقفة على قدميها وقد يكون قادرًا على الخروج بنفسه، أو وضع مرحلته (وبالتالي تقليل نقاطه بشكل كبير في اليد)، أو قد يتنازل ببساطة عن توزيع الورق عن طريق السماح للطائرة العائمة للرسم (من المرجح أن تكون البطاقة المسحوبة غير قابلة للتشغيل، وبالتالي يمكن التخلص منها).
إذا كان اللاعب عائمًا، ولا توجد بطاقة محتملة يمكن التخلص منها أو سحبها لمنع هذا اللاعب من التخلص منها، فتعرف باسم "الميت العائم"؛ من المحتمل جدًا أن يضطر اللاعب العائم إلى إنهاء توزيع الورق في دوره التالي. هذا أمر نادر، ويحدث عادةً عندما يكمل اللاعب العائم مرحلة تتضمن سلسلة طويلة من البطاقات، ولم يكمل أي شخص آخر مرحلته، ويمتد تشغيل العائم عبر جميع القيم الـ 12. إذا لم يتمكن أي شخص آخر من وضع مرحلة قابلة للضرب في هذا الدور، فلن يتمكن سوى لاعب آخر يلعب التخطي أو اللاعب العائم الذي يرسم التخطي من إبقاء توزيع الورق مستمرًا، ولا يوجد سوى أربعة في المجموعة.

### طريقة التعامل مع Wild Card البديلة
إذا قام الموزع بتسليم بطاقة شاملة في بداية توزيع الورق لبدء الكومة الموزعة، فيجب على الموزع أن يقرر من الذي سيحصل على البطاقة الشاملة، بدلاً من انتقالها تلقائيًا إلى اللاعب الموجود على يسار الموزع. سيختار مستلم البطاقة البرية بطاقة من يده ليتخلص منها (لا يمكن أن تكون البطاقة تخطيًا)، ثم يستمر اللعب مع اللاعب الموجود على يسار الموزع (أو إذا كان هذا اللاعب قد تلقى البطاقة البرية، مع اللاعب التالي على اليسار بعدهم). يؤدي هذا إلى تقليل عنصر الحظ المتأصل في اللعبة بشكل طفيف، مما يزيد من العنصر الاستراتيجي و/أو الاجتماعي.
يمكن استخدام قاعدة مماثلة في حالة تسليم بطاقة التخطي لتكون البطاقة الأولى.

### قاعدة البطاقة البرية البديلة
يمكن لعب البطاقة "الجامحة" كبطاقة "تخطي". (حقا البرية) أصبحت هذه الطريقة شائعة في عام 1984 على يد أليسون ستيك.

### طبعة الماستر
يمكن لعب إصدار Masters Edition من اللعبة بواسطة لاعبين إلى أربعة لاعبين ويتضمن قواعد إضافية:
- القدرة على اختيار المرحلة التي تريد تجربتها (ليس بالضرورة بترتيب رقمي) بناءً على البطاقات الموزعة للاعب. يجب على اللاعبين أن يعلنوا شفهيًا عن المرحلة التي يحاولون القيام بها أثناء توزيع الورق بعد توزيع البطاقات.
- القدرة على تخصيص (أو حفظ) بطاقة واحدة لكل يد. (ملاحظة: لا يجوز لك حفظ تجاهل "الخروج")
- القدرة على سحب بطاقة واحدة من كومة الحفظ الخاصة بهم في كل دور.

يأتي إصدار Masters مع 10 بطاقات مراحل لكل لاعب لتتبع المراحل التي أكملها أثناء اللعب. يتضمن إصدار Masters أيضًا بطاقتي Skip فقط بدلاً من البطاقات الأربع التي يحتوي عليها الإصدار الأصلي. وهذا يجعل عدد البطاقات القابلة للعب 106، بالإضافة إلى بطاقات المرحلة الأربعين، ليصبح المجموع 146 بطاقة في الصندوق. (طريقة بديلة لتتبع المراحل التي لعبها كل لاعب لاستخدام الآس من خلال عشرة من البدلات في أوراق اللعب العادية.)

### نسخة الماستر البديل رقم 1
نفس القواعد الخاصة بـ Masters Edition باستثناء أن اللاعب يعلن عن المرحلة التي يكملها أثناء تحديد المرحلة.

### نسخة الماستر البديل رقم 2
نفس قواعد الإصدار الرئيسي باستثناء؛
- يعلن اللاعب عن المرحلة التي يكملها أثناء وضع المرحلة.
- بعد أن يضع اللاعب المرحلة ويضرب اللاعبين الآخرين، يمكنهم (إذا رغبوا في ذلك) تجاهل المرحلة الحالية الخاصة بهم، وإجراء التجاهل العادي أو الحفظ وإعادة توزيع الورق إلى عشرة عن طريق السحب من كومة السحب و في المنعطف التالي يمكن أن تعمل على مرحلة جديدة. (يجب أن يتم ذلك في نفس الدور الذي يتم فيه وضع المرحلة ولا يمكن القيام به إذا تخلص اللاعب من بطاقته الأخيرة)

### مكافحة المرحلة
في Anti-phase، عليك إكمال مرحلتك لتتمكن من البقاء في مرحلتك الحالية، إذا لم تكمل مرحلتك، فستنتقل إلى مرحلة أخرى.

### مرحلة مضادة للآخرين
في مرحلة مكافحة الآخرين، يتم ترك بطاقة القاعدة في المجموعة ويتم التخلص منها باعتبارها البطاقة الأخيرة. ثم يمكنك تسمية من ينتقل إلى أسفل المرحلة ... إذا كانت عالقة في يدك في نهاية اليد، فإنك تتحرك لأسفل مرحلة. يمكن أيضًا التخلص منها ووجهها لأسفل ولكن يمكن للاعب التالي الذي يمكنه السحب من المجموعة أن يلتقطها.

### المرحلة 10 النرد
المرحلة 10 النرد هي لعبة النرد مستوحاة من المرحلة 10 ونشرتها أيضًا Fundex Games. الهدف هو نفسه، وهو محاولة إكمال المراحل من 1 إلى 10 بالترتيب. بدلاً من البطاقات، يتناوب كل لاعب في رمي 10 نرد سداسي الجوانب، 6 تحمل علامة 5-10 والأربعة الآخرين مع 1-4 واثنين من الرموز البرية لكل منهما. في كل دورة، يرمي اللاعب جميع أحجار النرد العشرة، ثم يمكنه وضع أي منها جانبًا وإعادة رمي الباقي حتى مرتين، ليصبح المجموع ثلاث لفات. إذا أكملوا مرحلة ما، فسيتم إضافة المبلغ الإجمالي للنرد المستخدم في المرحلة إلى درجاتهم وفي الدورة التالية ينتقلون إلى مرحلة جديدة. كما هو الحال في لعبة الورق، فإن الفشل في إكمال المجموعة يعني الاضطرار إلى المحاولة مرة أخرى في الدور التالي، وتنتهي اللعبة بمجرد انتهاء اللاعب من المرحلة 10. 

### المرحلة 10 تويست
الهدف من المرحلة 10 تويست هو أن يكون أول لاعب يكمل المرحلة 10 من خلال التحرك حول لوحة اللعبة. يبدأ كل لاعب ببيدقه في المرحلة الأولى على لوحة اللعبة. يجب عليهم إكمال المرحلة الأولى لتحريك بيدقهم. هناك ثلاث حركات البيدق. حرك 3 مسافات إذا أكملت المرحلة وتجاهلت جميع بطاقاتك، حرك مسافتين إذا أكملت المرحلة ولكن لا تتخلص من جميع بطاقاتك، أو حرك مساحة واحدة إذا لم تكمل المرحلة. إذا وصلت إلى مرحلة ملتوية، يمكنك أن تقرر لعب مرحلة ملتوية أو إحدى المراحل على جانبي مساحة مرحلة الالتواء. إذا لعبت مرحلة ملتوية، تتغير حركات البيدق إلى 6 مسافات إذا أكملت المرحلة وتخلصت من جميع أوراقك، أو 4 إذا أكملت المرحلة ولكن لا تتخلص من جميع أوراقك، أو ترجع مسافة واحدة إذا لم تكملها المرحلة. 

### القواعد البريدية
تتبع القواعد البريدية قواعد المرحلة 10 القياسية مع إضافتين: 1) لا يمكن للاعب الخروج (لعب جميع البطاقات العشرة)، وبالتالي تنتهي توزيع الورق، حتى يكمل اللعب دائرة واحدة من الطاولة ويعود اللعب إلى الموزع، بغض النظر عما إذا كان تم تخطي شخص ما. الموزع هو أول لاعب يمكنه إنهاء توزيع الورق من خلال لعب جميع أوراقه العشرة. 2) يمكن للاعبين الذين يعملون على إكمال أي من المراحل السبع الأولى استخدام بطاقة الأرقام التي تطابق المرحلة التي يعملون على إكمالها كبطاقة جامحة. على سبيل المثال، تكون هذه الألعاب جامحة لجميع اللاعبين خلال توزيع الورق الأول. أثناء توزيع الورق الثاني، تكون اللعبتان جامحتين بالنسبة للاعبين الذين أكملوا المرحلة الأولى في توزيع الورق السابق، بينما تظل اللعبتان جامحة لأي لاعب لم يكمل المرحلة الأولى. وهذا يضيف التحدي المتمثل في تذكر البطاقة الجامحة للشخص الموجود على يسارك حتى لا تتخلص من البطاقات التي تعتبر جامحة بالنسبة لهم، ولكنها ليست كذلك بالنسبة لك. يُطلق على هذا الاختلاف اسم القواعد البريدية تكريمًا لمجموعة موظفي البريد الذين لعبوا المرحلة العاشرة يوميًا أثناء الغداء منذ عام 1996.
في عام 2007، وقعت Fundex و Magmic صفقة جلبت المرحلة 10 إلى أجهزة BlackBerry .  في عام 2009، أصدرت Magmic العنوان لنظام iOS ،  مع توفر عملية شراء داخل التطبيق Masters Edition للتنزيل في فبراير 2012.  في مارس 2012، أصدرت Magmic إصدارًا مجانيًا ومدفوعًا من المرحلة 10 لأجهزة Android. يحتوي متجر Google Play أيضًا على تطبيق لتسجيل النتائج للمرحلة العاشرة. في سبتمبر 2013، أصدرت شركة Magmic المرحلة 10 من النرد في متجر تطبيقات iTunes.  في عام 2019، أصدرت شركة Mattel163 Limited المرحلة 10: جولة حول العالم لنظامي التشغيل Android وiOS، والتي تتميز بوضع "الرحلة" الذي يسافر فيه اللاعب إلى عوالم مختلفة ويكمل المستويات من خلال إكمال مجموعات من المراحل المختلفة الفريدة مع خصوم ذوي صعوبات مختلفة. تقدم اللعبة أيضًا لعبة متعددة اللاعبين، حيث يمكن للاعبين اللعب مع آخرين من جميع أنحاء العالم عن طريق إنفاق "العملات المعدنية" وكسب المزيد من العملات المعدنية في حالة الفوز، على غرار نظام العملات المعدنية في UNO! ، وهي لعبة أخرى من ألعاب Mattel163.
- يتم احتساب كل بطاقة جامحة يتم لعبها كجزء من مرحلتك على أنها 25 نقطة من درجاتك حتى إذا قمت بالإلغاء التدريجي لهذه الجولة.
- يمكن استبدال البراري وإعادة استخدامها بمجرد وضعها؛ ومع ذلك، فإن أي لاعب يسرق جامحتك سيتعرض لعقوبة قدرها 25 نقطة من إجمالي رصيده الجاري.
- يجب أن تظل Wilds على الطاولة ولا يمكن استبدالها وإعادة استخدامها إلا أثناء نفس الدور للمرحلة أو الضربة.

## التعليقات
- الألعاب رقم 40 [10]

## ملحوظات
1. ↑  "Livingstone Deals a Winning Hand to Fundex Games". مؤرشف من الأصل في 2011-11-14. اطلع عليه بتاريخ 2012-11-23.
2. ↑  "About Us" Fundex Games 2011. May 22, 2011. نسخة محفوظة 2023-04-07 على موقع واي باك مشين.
3. ↑  "Mattel and Fisher-Price Customer Center". مؤرشف من الأصل في 2023-06-01.
4. ↑  "Phase 10 Dice Instructions" Fundex Games 2011. Dec 18 2011. نسخة محفوظة 2023-04-07 على موقع واي باك مشين.
5. ↑  "Mattel and Fisher-Price Customer Center". مؤرشف من الأصل في 2023-04-09.
6. ↑  "Phase 10 Goes Mobile after 25 Years". مؤرشف من الأصل في 2008-02-09. اطلع عليه بتاريخ 2012-03-05.
7. ↑  "Phase 10 Release Date". مؤرشف من الأصل في 2022-03-31. اطلع عليه بتاريخ 2012-03-05.
8. ↑  "Phase 10 Masters Edition Release". مؤرشف من الأصل في 2019-10-07. اطلع عليه بتاريخ 2012-03-05.
9. ↑  "Phase 10 Dice iTunes Preview". آي تيونز. مؤرشف من الأصل في 2023-04-07. اطلع عليه بتاريخ 2013-09-16.
10. ↑  "GAMES Magazine #40". يونيو 1983.

## روابط خارجية
- ألعاب فنديكس
- المرحلة 10 موبايل من Magmic Games
- المرحلة 10 في BoardGameGeek
- متغيرات المرحلة 10 في pagat.com
- المرحلة 10 للآيفون